# Cryptopodium
Cryptopodium là một chi rêu trong họ Rhizogoniaceae.